# Barbara Walters
Barbara Jill Walters (Boston, 25 de septiembre de 1929-Nueva York, 30 de diciembre de 2022) fue una periodista y personalidad televisiva estadounidense. Conocida por su capacidad como entrevistadora y su popularidad entre los televidentes, apareció como presentadora de numerosos programas de televisión como Today, ABC Evening News, 20/20 y The View. Walters trabajó como periodista desde 1951 hasta su jubilación en 2015. Walters fue incluida en el Salón de la Fama de la Televisión en 1989, recibió un premio Lifetime Achievement Award de la NATAS en 2000 y una estrella en el Paseo de la Fama de Hollywood en 2007.
Walters comenzó su carrera en WNBT-TV (la estación principal de NBC en Nueva York) en 1953, como escritora y productora de un programa de noticias e información dirigido al público juvenil, Ask the Camera, presentado por Sandy Becker. Se unió al personal del programa Today de la cadena a principios de la década de 1960 como escritora y productora de segmentos de historias de interés para mujeres. Su popularidad entre los espectadores la llevó a recibir más tiempo al aire, y en 1974 se convirtió en copresentadora del programa, la primera mujer en ocupar ese puesto en un programa de noticias estadounidense. Durante 1976, siguió siendo pionera para las mujeres en la televisión y se convirtió en la primera copresentadora de un programa de noticias vespertino de una cadena en los Estados Unidos, junto con Harry Reasoner en ABC Evening News. Walters trabajó como corresponsal, productora y copresentadora de la revista de noticias de ABC, 20/20, de 1979 a 2004. Se hizo conocida por un especial anual transmitido por ABC, Las 10 personas más fascinantes de Barbara Walters.
Durante su carrera, Walters entrevistó a todos los presidentes y primeras damas de los Estados Unidos en funciones, desde Richard y Pat Nixon hasta Barack y Michelle Obama. También entrevistó tanto a Donald Trump como a Joe Biden, aunque no cuando eran presidentes. También obtuvo elogios y notoriedad por entrevistar a personalidades tan queridas y controvertidas como Fidel Castro, Anwar Sadat, Menachem Begin, Katharine Hepburn, Sean Connery, Hillary Rodham Clinton, Hugo Chávez, Vladímir Putin, el sha Mohammad Reza Pahlavi, Jiang Zemin y Bashar al- Asad.
Walters creó, produjo y copresentó el programa de entrevistas diurno de ABC, The View, apareciendo en el programa desde 1997 hasta que se retiró en 2014. Más tarde, continuó presentando una serie de reportajes especiales para 20/20, así como series documentales para Investigation Discovery. Su última aparición al aire para ABC News fue en 2015. Su última aparición pública en general fue en 2016.

## Inicios
Nació en Boston, Massachusetts. Fue hija de Louis "Lou" Walters y su esposa, Dena Seletsky, ambos judíos, descendientes de refugiados del Imperio ruso. Su abuelo paterno, Isaac Abrahams, emigró a Inglaterra desde Łódź (Polonia), cambiando su nombre a Abraham Walters, y, después de nacer el padre de Walters, emigró a los Estados Unidos con su familia en 1900. Lou Walters abrió la Latin Quarter en la ciudad de Nueva York, produjo el espectáculo de Broadway The Ziegfeld Follies of 1943, y sirvió como el director de entretenimiento para Tropicana Resort & Casino en Las Vegas, Nevada.
Después de asistir a las escuelas privadas Ethical Culture Fieldston School y Birch Wathen Lenox School en la ciudad de Nueva York, se graduó en la Miami Beach Senior High School en 1947 y en 1951, recibió un B.A. en inglés del Sarah Lawrence College.

## Carrera
Después de un breve período como publicista para Tex McCreary Inc. y un puesto como escritora para CBS News, Walters se unió a The Today Show como escritora e investigadora en 1961 y para asumir la posición de "Today Girl", manejando las asignaciones más ligeras y el pronóstico del tiempo. Menos de un año después, se había convertido en una reportera general y estaba desarrollando, escribiendo y editando sus propios informes y entrevistas; sin embargo, no fue nombrada como la copresentadora del programa hasta 1974, cuando la NBC oficialmente la designó. Ahí, Walters hizo dúo con Harry Reasoner como copresentadora en The ABC Evening News desde 1976 hasta 1978. La relación de los dos fue difícil y efímera, ya que a Reasoner no le gustó tener una copresentadora. Cinco años después del comienzo de esa asociación, Reasoner (quien había regresado a CBS News) tuvo una entrevista memorable y cordial con Walters en 20/20, en ocasión del estreno de un nuevo libro escrito por el presentador.[cita requerida]
Walters también es conocida por presentar la revista noticiosa 20/20 por muchos años, junto con el presentador Hugh Downs en 1979. A lo largo de su carrera con la ABC ha aparecido en los especiales de noticias de la ABC como una comentarista, incluyendo inauguraciones presidenciales y la cobertura de los atentados del 11 de septiembre de 2001, y ha moderado varios debates presidenciales, incluyendo el sucedido entre Jimmy Carter y Gerald Ford que se realizó en el Phi Beta Kappa Memorial Hall en Williamsburg (Virginia), durante las elecciones presidenciales de 1976. Muchos de sus programas regulares y especiales son sindicalizados a lo largo del mundo. A partir de 2004, estuvo en semiretiro de su profesión de periodista, pero permaneció en ABC News como corresponsal y presentadora.
Por otra parte, también fue una presentadora de tiempo parcial en el talk show diurno The View, del que fue cocreadora y productora ejecutiva con su socio, Bill Geddie. En los créditos de la apertura original, Walters describió al programa como «un foro para mujeres de diferentes generaciones, orígenes, y puntos de vista».
Sus entrevistas con los líderes mundiales abarcan todos los ámbitos de la vida, y se han convertido en una crónica de la última parte del siglo XX. Líderes que Walters ha entrevistado a lo largo de los años incluyen al sha Mohammad Reza Pahlavi de Irán, Borís Yeltsin de Rusia, Jiang Zemin de China, Margaret Thatcher del Reino Unido, Fidel Castro de Cuba, Indira Gandhi de India, Václav Havel de la República Checa, Muamar el Gadafi de Libia, Hussein I de Jordania, Abdalá bin Abdelaziz de Arabia Saudita, Anwar el-Sadat de Egipto, el primer ministro israelí Menájem Beguin y Hugo Chávez de Venezuela, entre muchos otros. También entrevistó personas influyentes fuera del mundo político, incluyendo a Michael Jackson, Katharine Hepburn, Anna Wintour, y Laurence Olivier. Walters consideró al Dr. Robert Smithdas, un hombre sordo y ciego que pasó su vida mejorando las vidas de otras personas de su misma condición, como su entrevistado más inspirador.
Su prestigio la ha convertido en presentadora de varios programas especiales para la ABC que obtienen unos altos índices de audiencia. Desde 1993, presentó una serie de televisados especiales dedicados a repasar los personajes más relevantes del año, llamado Barbara Walters' 10 Most Fascinating People. Fue conocida por su periodismo de personalidad (anteriormente una especialidad de Edward R. Murrow) y por sus charlas profundas: El 3 de marzo de 1999, 74 000 000 espectadores vieron su conversación con Monica Lewinsky, un gran registro en el segmento de entrevistas periodísticas, aunque sus críticos han hecho varias acusaciones sobre los programas realizados por Walters, citándolos como demasiado sentimentales.

### The View
.

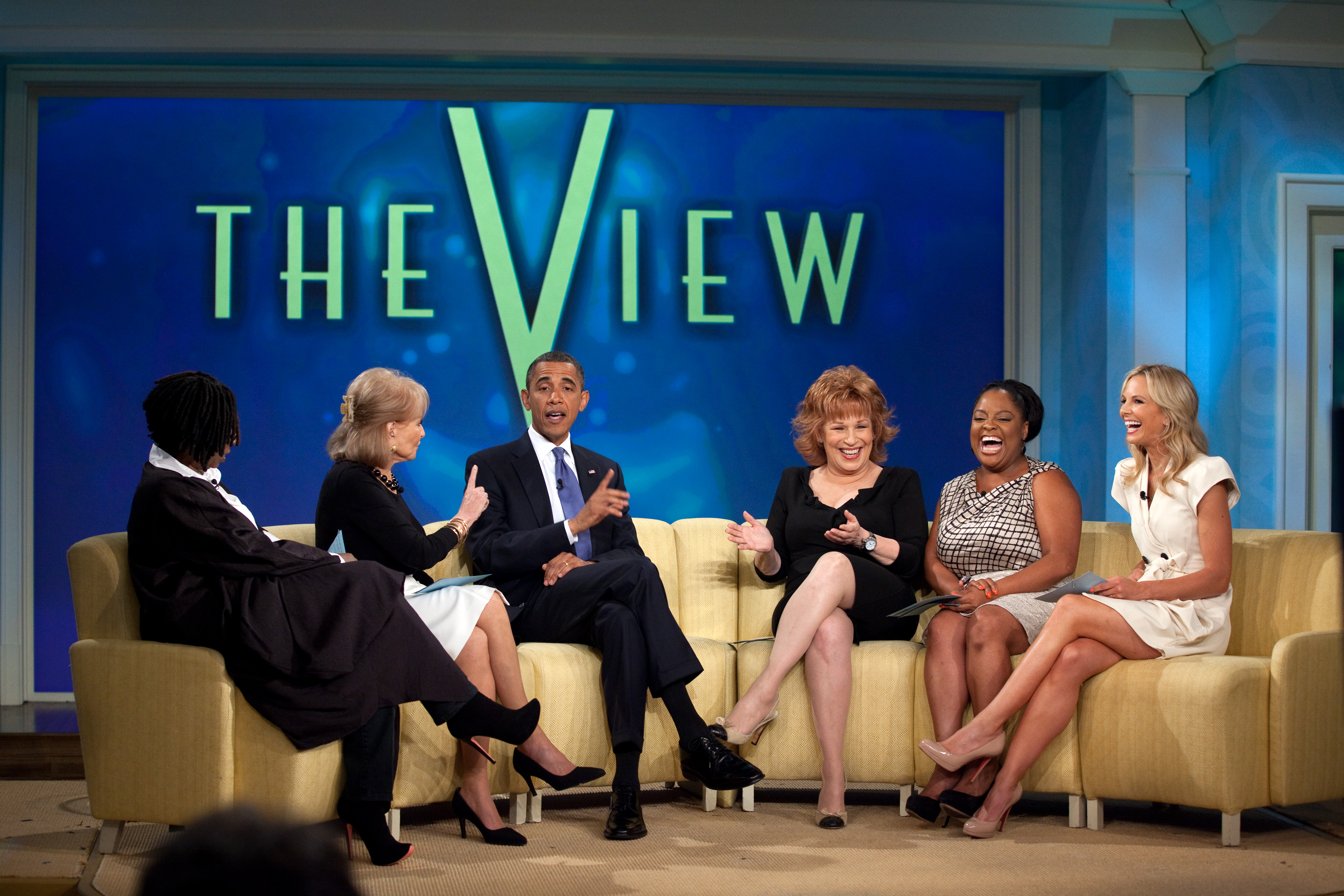
El panel de The View (de izquierda a derecha Whoopi Goldberg, Walters, Joy Behar, Sherri Shepherd y Elisabeth Hasselbeck) entrevistan al Presidente de los Estados Unidos Barack Obama el 29 de julio de 2010

Walters fue copresentadora del programa diurno de entrevistas The View, del que también fue la cocreadora y coproductora ejecutiva con su socio, Bill Geddie. Se estrenó el 11 de agosto de 1997.
Walters describió el programa en sus créditos iniciales como un foro para mujeres de «diferentes generaciones, orígenes y puntos de vista».  Añadió: «Ten cuidado con lo que deseas...» en los créditos iniciales de su segunda temporada. Gracias a The View, consiguió dos Premios Emmy diurnos al mejor programa de entrevistas en 2003 y a la mejor presentadora de programas de entrevistas (con la presentadora de toda la vida Joy Behar, la moderadora Whoopi Goldberg, Elisabeth Hasselbeck y Sherri Shepherd) en 2009.
Se retiró como copresentadora el 15 de mayo de 2014. Aunque se retiró, volvió como copresentadora invitada de forma intermitente durante 2014 y 2015.

### Retirada
Tras dejar su papel de copresentadora de 20/20 en 2004, permaneció como colaboradora a tiempo parcial de la programación especial y de entrevistas para ABC News hasta 2016.
El 7 de marzo de 2010, anunció que ya no realizaría entrevistas para los Oscar, pero que seguiría trabajando con ABC y en The View.
En un episodio de noviembre de 2010 del programa The View, mientras entrevistaba a Larry King sobre su retirada de la CNN, Walters aludió a su inminente jubilación, afirmando: «Sé cuándo llega mi hora».
El 28 de marzo de 2013, numerosos medios de comunicación informaron de que Barbara Walters se retiraría en mayo de 2014 y que haría el anuncio en el programa cuatro días después. Sin embargo, en el episodio del 1 de abril, Walters no confirmó ni desmintió los rumores de jubilación; dijo «si y cuando pueda tener un anuncio que hacer, lo haré en este programa, lo prometo, y los chicos de los paparazzi... seréis los últimos en saberlo». Confirmó seis semanas más tarde que se retiraría de la conducción y las entrevistas en televisión en mayo de 2014, como se había informado originalmente; hizo el anuncio oficial en el episodio del 13 de mayo de 2013 de The View, al tiempo que anunció que continuaría como productora ejecutiva del programa mientras estuviera en antena.
El 10 de junio de 2014, se anunció que «saldría de su retiro» para hacer una entrevista especial en 20/20 con Peter Rodger, el padre de Elliot Rodger, que había cometido los asesinatos de Isla Vista de 2014.
Desde entonces, presentó episodios especiales de 20/20 con entrevistas a Mary Kay Letourneau y Donald y Melania Trump.
En 2015 presentó la serie documental Escándalos americanos en Investigation Discovery. Luego siguió presentando su serie 10 Most Fascinating People en 2014 y 2015.
Su última entrevista en antena fue al candidato presidencial Donald Trump para ABC News en diciembre de 2015.
Walters apareció públicamente por última vez en 2016.

## Vida personal
Se casó en cuatro ocasiones con tres maridos distintos: el ejecutivo empresarial Robert Henry Katz (1955-1958; matrimonio anulado), el productor teatral Lee Guber (1963-1976; divorciados), y el ejecutivo televisivo Merv Adelson (1981-1984 y 1986-1992; ambos matrimonios terminaron en divorcio).
En el episodio de The View del 10 de mayo de 2010, anunció que se sometería a cirugía de corazón abierto para reemplazar una válvula cardíaca defectuosa: la válvula aórtica, que bombea sangre desde el corazón hacia el resto del cuerpo. Después, y según una declaración de su portavoz Cindi Berger, el procedimiento para fijar la válvula cardíaca defectuosa de Walters resultó exitoso y los médicos quedaron satisfechos con los resultados de la cirugía.[cita requerida] Walters regresó a su trabajo en The View en septiembre de 2010.

### Fallecimiento
El 30 de diciembre de 2022, se anunció su fallecimiento mediante un comunicado: "Barbara Walters falleció en paz, rodeada de sus seres queridos, en su casa. Vivió su vida sin remordimientos. Fue una pionera no solo para las mujeres periodistas sino para todas las mujeres”.

## Premios y reconocimientos
En 1975, ganó el Premio Daytime Emmy a Mejor Presentadora de Talk Show por su trabajo en Today. Con su programa The View, ganó dos Daytime Emmys en 2003 (en la categoría de Mejor Talk Show) y 2009 (en la categoría de Mejor Presentadora de Talk Show), y fue nominada 22 veces en ceremonias que van desde 1998 hasta 2010 (11 para Mejor Talk Show, 11 para Mejor Presentadora de Talk Show). Ganó el NAACP Image Award por Mejor Programa de Entrevistas para The View en 2009 y fue nominada en 2010.
En 1998, recibió el Women in Film Crystal + Lucy Awards en reconocimiento de su excelencia e innovación en sus obras creativas, que habían mejorado la percepción de las mujeres a través de la televisión. El 14 de junio de 2007, fue honrada con una estrella en el Paseo de la Fama de Hollywood y, al siguiente año, recibió un "Disney Legends Award", un premio otorgado a quienes han hecho contribuciones excepcionales a The Walt Disney Company (propietario de ABC).